# フィリップ (エディンバラ公)
エディンバラ公爵フィリップ王配（エディンバラこうしゃくフィリップおうはい、英：Prince Philip, Duke of Edinburgh、1921年6月10日 - 2021年4月9日）は、イギリスの王族。女王エリザベス2世の王配（夫/配偶者、Prince）。チャールズ3世、アン王女、ヨーク公爵アンドルー王子、エディンバラ公爵エドワード王子の父。爵位・称号は Prince of the United Kingdom、エディンバラ公爵、メリオネス伯爵、グリニッジ男爵、イギリス陸海空軍元帥、Lord High Admiral（海軍本部の長）、日本学士院名誉会員。敬称は His Royal Highness（殿下）。日本では「フィリップ殿下」と呼称されることが多い。
祖父にギリシャ王ゲオルギオス1世、曾祖父にデンマーク王クリスチャン9世、高祖父にロシア皇帝ニコライ1世、高祖母にイギリス女王ヴィクトリアがいる。
イギリス海軍で第2次世界大戦に従軍後、当時即位前のエリザベス王女と結婚。妻の女王即位後は海軍を退役し、夫として長年女王を支えた。女王の公務の大半に夫妻で同伴、単独での海外訪問も143カ国637回に上り、公務は単独でも65年間で2万2千件以上、2017年の時点で785団体の会長や支援者を務め、96歳だった2017年8月2日にバッキンガム宮殿でイギリス海兵隊を閲兵したのを最後に全ての公務から引退した。2021年4月9日、ウィンザー城にて薨去。

## 家系

エディンバラ公フィリップの紋章。紋章の上部左の黄金地に赤いハートを散らし青のライオンを三頭並べた紋章がデンマーク王家の紋章、上部右の青地に白の十字の紋章はギリシャ王家の紋章である。同じく下部左の白と黒の縦じまはバッテンベルク家の紋章であり、下部右の三つの塔からなる城の紋章はエジンバラ市の紋章である。

ギリシャおよびデンマーク、ノルウェーの王家であるグリュックスブルク家（正式には、シュレースヴィヒ＝ホルシュタイン＝ゾンダーブルク＝グリュックスブルク家）出身。ギリシャ王国の第2代国王ゲオルギオス1世の四男アンドレアスとバッテンベルク家（英語名：マウントバッテン家）出身のアリキ（英語名：アリス）の長男として誕生。ギリシャ語名フィリッポス（Φίλιππος）。
ヴィクトリア英女王の玄孫であり、連合王国王位継承権があった（薨去時点で第485位）。フィリップは、父アンドレアスと同様「ギリシャ王子及びデンマーク王子（Prince of Greece and Denmark）」の称号を有していたが、エリザベス王女との結婚にあたりこれを放棄している。
フィリップの母系の血縁関係（抜粋）
- ヴィクトリア女王
  - アリス（ヘッセン大公妃）
    - ヴィクトリア（ミルフォード・ヘイヴン侯爵夫人）
      - アリス（ギリシャ王子妃）
        - マルガリタ（ホーエンローエ＝ランゲンブルク侯妃）
        - セオドラ（バーデン辺境伯夫人）
        - セシリア（ヘッセン大公世子妃）
        - ソフィア（ヘッセン＝カッセル公子妃、ハノーファー王子妃）
        - フィリップ

      - ルイーズ（スウェーデン王グスタフ6世アドルフ妃）
      - ジョージ（第2代ミルフォード・ヘイヴン侯爵）
      - ルイス（初代マウントバッテン・オブ・ビルマ伯爵）

姉が4人おり全員がドイツの王侯家と結婚している。
母方の叔母ルイーズがスウェーデン王グスタフ6世アドルフの後妻となったことで、義理の従姉妹がヴェステルボッテン公グスタフ・アドルフ、デンマーク王妃イングリッドであり、その2人の子供にスウェーデン王カール16世グスタフやデンマーク前女王マルグレーテ2世がいる。

## 生涯

### 生い立ち
1921年6月10日、ギリシア王国のイオニア諸島のコルフ島（ケルキラ島）にある別荘の台所で、ギリシャ王子アンドレアス（英：アンドルー）とアリキ妃（英：アリス）の末子（第5子長男）として生まれる。
フィリッポスの生後1年程してギリシャでクーデターが発生。ギリシャ国王コンスタンティノス1世は退位を余儀なくされ、ゲオルギオス2世が即位し、コンスタンティノス1世の弟である父アンドレアスは、ギリシャ革命政府から虚偽の理由で死刑を宣告された。アリキ妃は弟のジョージ・マウントバッテン卿に連絡し、英国政府の介入を求めた。英国は軽巡洋艦カリプソを派遣し、砲艦外交による圧力の結果、ギリシャ革命政府はアンドレアス王子一家を英国に引き渡した。
その後、1924年4月の国民投票により王制の廃止が決定し、共和政（ギリシャ第二共和政）への移行が決定された。
- 父のアンドレアス・ティス・エラザス・ケ・ザニアス
- 母のアリス・オブ・バッテンバーグ
- 1歳のフィリップ（1922年7月）

### フランス亡命生活とアイデンティティ問題
一家はフランスのパリへと向かい、父の兄ゲオルギオス王子の妃マリー・ボナパルトの所有するパリ郊外サン＝クルーの別荘に滞在し亡命生活を送った。しかし、家庭は円満でなかった。父アンドレアスは、家庭を省みず、南仏モンテカルロで放蕩生活を送った。母のアリキは、生来の難聴が悪化し、キリスト教を深く信仰して質素な生活を送った。
フィリッポスが小学校に上がると、姓を何とするか、名前の問題が表面化する。当初『仏：Philippe de Grèce／英：Philip of Greece』とする他なかったが、亡命中の『ギリシャ、デンマーク王子』がそのように名乗ってもフランスでは理解されず、長年にわたりアイデンティティで苦しむこととなる。

### 英国・ドイツでの厳しい教育
その後、親族間でフィリッポスの教育場所が検討された結果、1928年に渡英し、叔父ジョージ・マウントバッテン卿が父代わりとなってプレップ・スクールであるチーム・スクールに入学した。ここは伝統的な鞭打ち（体罰）によって、男子生徒を厳しく教育する校風であった。
1933年からはドイツのシューレ・シュロス・サレムへ進学した。同校はマクシミリアン・フォン・バーデンが元部下クルト・ハーンを支援して、ドイツ南部バーデンの居城を提供し、英国のパブリック・スクールを手本に設立されたばかりであった。しかしナチスの圧力によって、ハーンが投獄されたため、マクシミリアンの息子で次姉セオドラの夫でもあるベルトルト・フォン・バーデンが新校長となり、同校の国際的評判を高めるために義弟フィリッポスを呼び寄せたのであった。
しかし当時の同校では、親ナチ派と反ナチ派の対立が深まっていた。フィリッポスは反ナチ派であり、学外でナチス式敬礼を嘲笑したところナチス党員とトラブルとなり、姉夫妻はサレム校とバーデン家への不利益を避けるため、フィリッポスを英国に「帰国」させた。なお1934年5月にはギリシャの王制復活が決定されたが、コンスタンティノス1世ではなくゲオルギオス2世が王位に復帰したため、帰国することは叶わなかった。
その頃、釈放されたハーンはスコットランドに新たな全寮制パブリック・スクールであるゴードンストウン校を設立しており、フィリッポスはここに入学する。自分の意思と関わりなく、流転を続けたフィリッポスは、同校の野外活動を含む厳しい教育の中で、将来のリーダーにふさわしい自己規律等を身に付ける。フィリッポスは特にヨットの操船を好み、教官の指導下、シェットランド諸島やノルウェーまで訪問したことが、海軍軍人を志すきっかけとなった。
ハーンの回想によれば、フィリッポスの長所は「負けじ魂」であり、短所は短気さや狭量さであったという。また、幼少期以来のアイデンティティ問題は尾を引いており、思春期に両親や親族の元を訪れては、自分のルーツに関わる質問を熱心に繰り返し、自分が何者なのかを知ろうとしていたという。
1937年11月、三姉セシリア（独：ツェツィーリア）が夫ゲオルクとともに航空事故死した。さらに翌1938年4月には、父代わりであった叔父ジョージ・マウントバッテン卿が45歳で病死した。肉親との死別が続いても、フィリッポスは感情（＝プライベート）を表に出すことは一切なかった。
フィリッポスはリーダーとしての頭角を現し、ヨット活動のリーダー、そして『ガーディアン』（≒学生長）に選出された。ハーンは、彼のリーダーとしての資質を高く評価した。
- 叔父ジョージ・マウントバッテン卿
- クルト・ハーン

### 英海軍軍人として

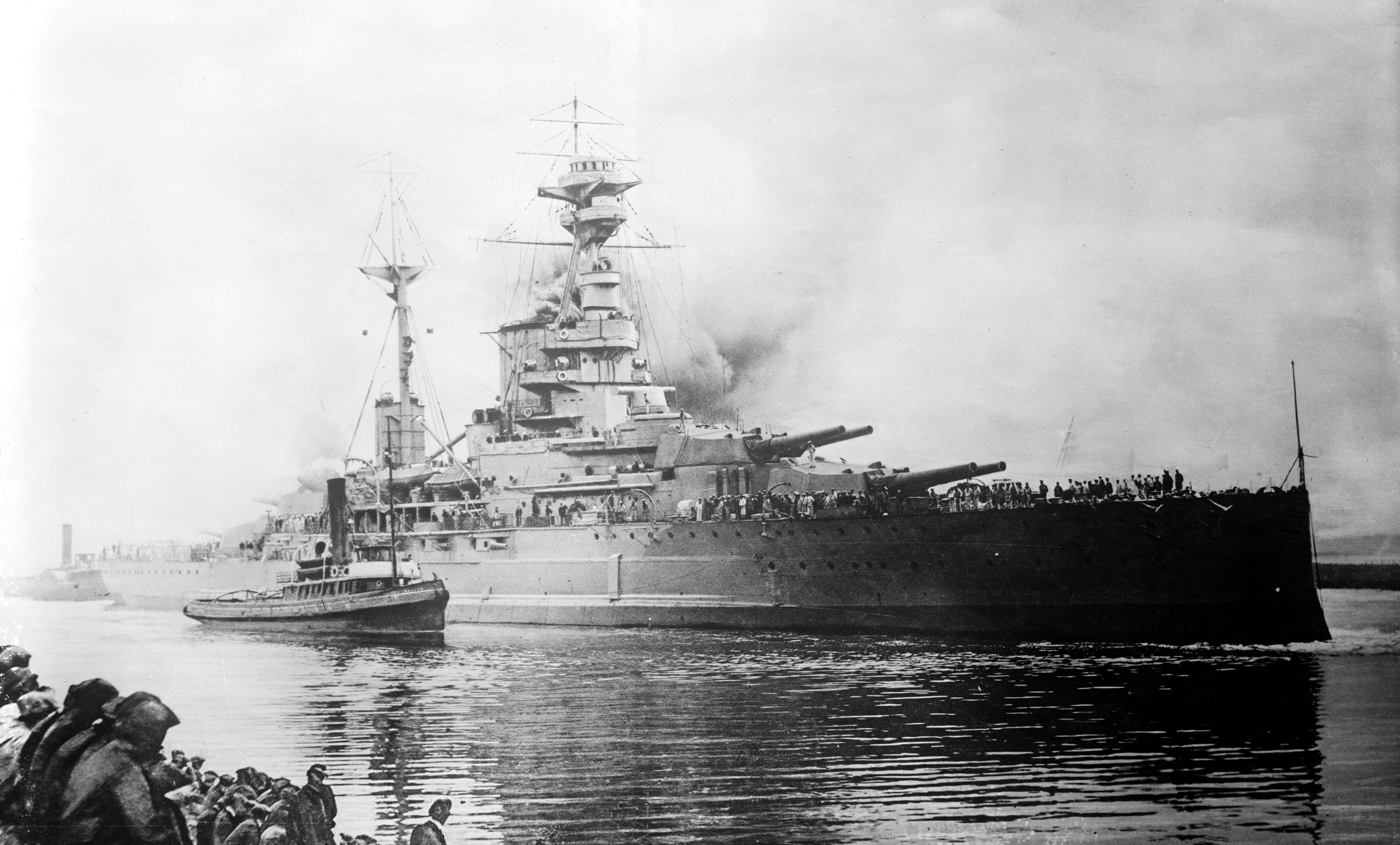
ラミリーズ

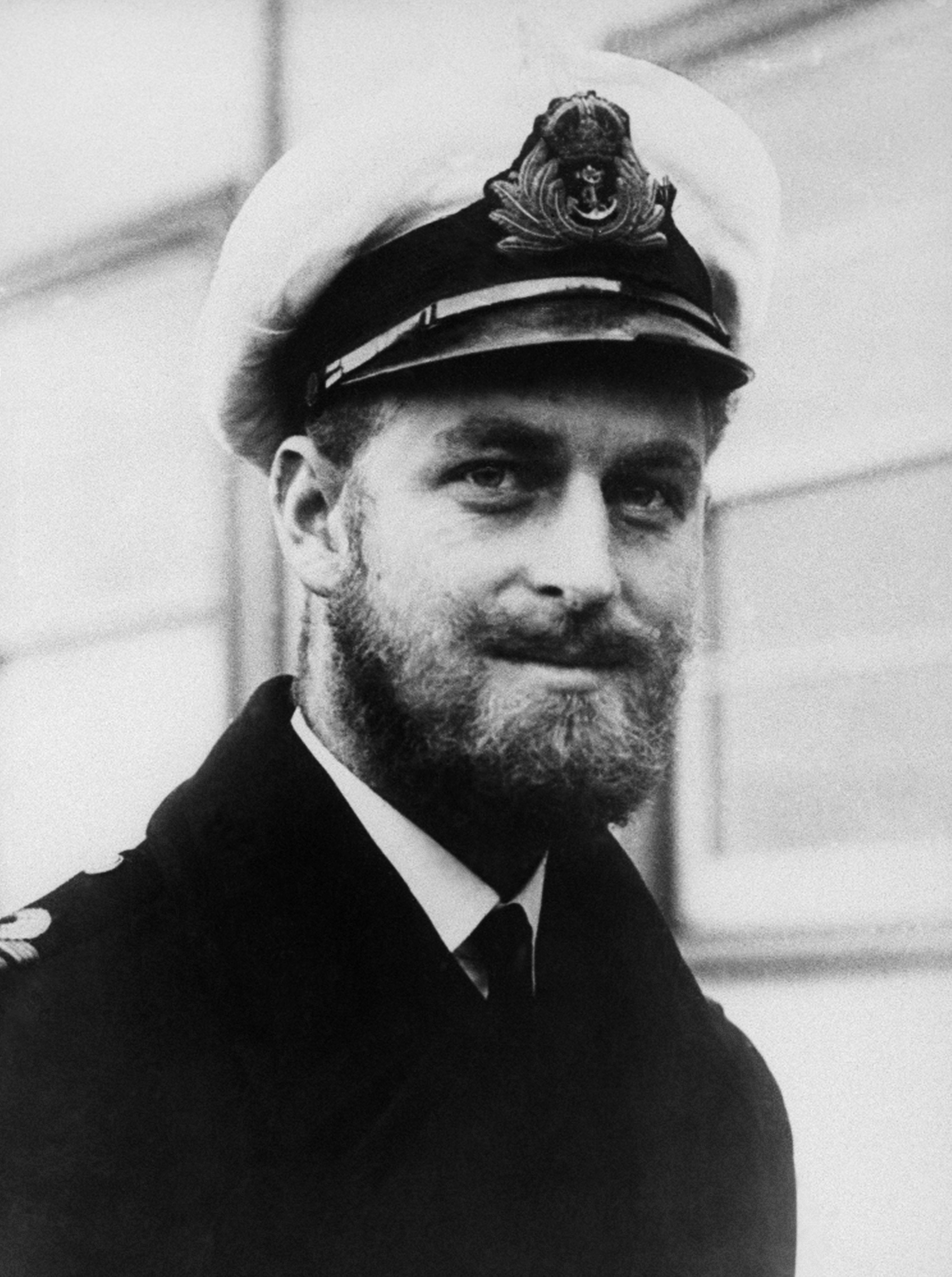
1945年撮影、メルボルンにて

1939年、フィリッポスはダートマス海軍兵学校へ進学する。同年7月22日、兵学校を訪問した英国王ジョージ6世一家の接待役に急遽選ばれ、推定相続人のエリザベス王女（当時13歳）・マーガレット王女（当時9歳）と対面した。急な抜擢には、後見人である叔父ルイス・マウントバッテン卿の、フィリップを王家に婿入りさせようとする意思が反映されているとみなされ、国王・王妃夫妻の印象は良くなかった。
フィリッポスは姉妹とテニスコートで遊び、エリザベス王女はフィリッポスに「一目惚れした」とされる（後に、エリザベス2世の公式な伝記にも記述された）。そしてフィリッポスは、国王一家のヨットに、ボートで国王が呆れるほど最後まで追随し、エリザベス王女に強い印象を残した。
そして同年9月1日、ドイツのポーランド侵攻を機に、9月3日、英国はドイツに宣戦布告し、第二次世界大戦が勃発した。これに前後し、中立国ギリシャの王族であるフィリッポスを、ルイス・マウントバッテン卿は英国に帰化させようと画策したが、不調に終わる。
海軍は検討の末、フィリッポスを戦艦「ラミリーズ」に勤務させ、インド洋で半年余り任務にあたらせた。当時は「艦長付」であり、主な任務はコーヒー汲みと揶揄された。なお同年に祖国のギリシアはイタリア軍の侵略を受け、ドイツ軍とイタリア軍、ブルガリア軍の枢軸国3国によって分割占領されることになった。
1941年1月からは、戦艦「ヴァリアント」に乗艦し、地中海での任務にあたる。この年「ヴァリアント」は複数の海戦に参加しており、マタパン岬沖海戦でのフィリップの勇戦が認められ、ギリシア十字勲章（Greek War Cross）を受章した。
1942年7月には海軍中尉に昇進し、駆逐艦「ウォリス」で先任将校として勤務する。1943年7月の連合軍のシチリア上陸作戦を支援した。その後駆逐艦「ウェルプ」に異動。「ウェルプ」は第27駆逐艦隊の一隻で、インド洋方面へ向かいやがて終戦を迎えた。日本政府が降伏文書に調印した1945年9月2日には、「ウェルプ」は東京湾に停泊していた。終戦後の翌1946年1月にイギリス本国へ帰還する。
フランスに亡命していた父のアンドレアスは、フランスがドイツ軍に占領された後はヴィシー政権の監視下に置かれ、それ以降フィリップを含む家族の誰とも面会することなく、1944年にモナコで死去した。

### 英国への帰化
大戦中の1941年頃から、フィリッポスはエリザベス王女と文通を始め、互いに愛情を育んでいった。エリザベス王女が1944年に18歳を迎えると、フィリッポスの従兄であるゲオルギオス2世は、ジョージ6世に二人の結婚を促した。
1946年夏、フィリッポスはバルモラル城に招かれ、このとき王女に求婚した。ここでフィリッポスのアイデンティティ問題は、彼自身以外の問題として表面化した。
ルイス・マウントバッテン卿の根回しの末、1947年2月、英国に帰化（国籍取得）し、フィリップ・マウントバッテンとなった。帰化した際、イギリスにおける軍務を継続するために母の実家の家名である「マウントバッテン」（Mountbatten、ドイツ語名「Battenberg」を英語化したもの）を姓として選択した。これに伴いフィリップは、ギリシア正教会からイギリス国教会への改宗を行い、さらに形式上となっていた「ギリシャ王子及びデンマーク王子」の地位を「放棄」することを宣言した。
なお、1705年ソフィア帰化法（1948年英国帰化法により廃止）により、ハノーファー選帝侯妃ゾフィーの子孫であるフィリップは、生まれたときから英国籍を有している。

### 結婚

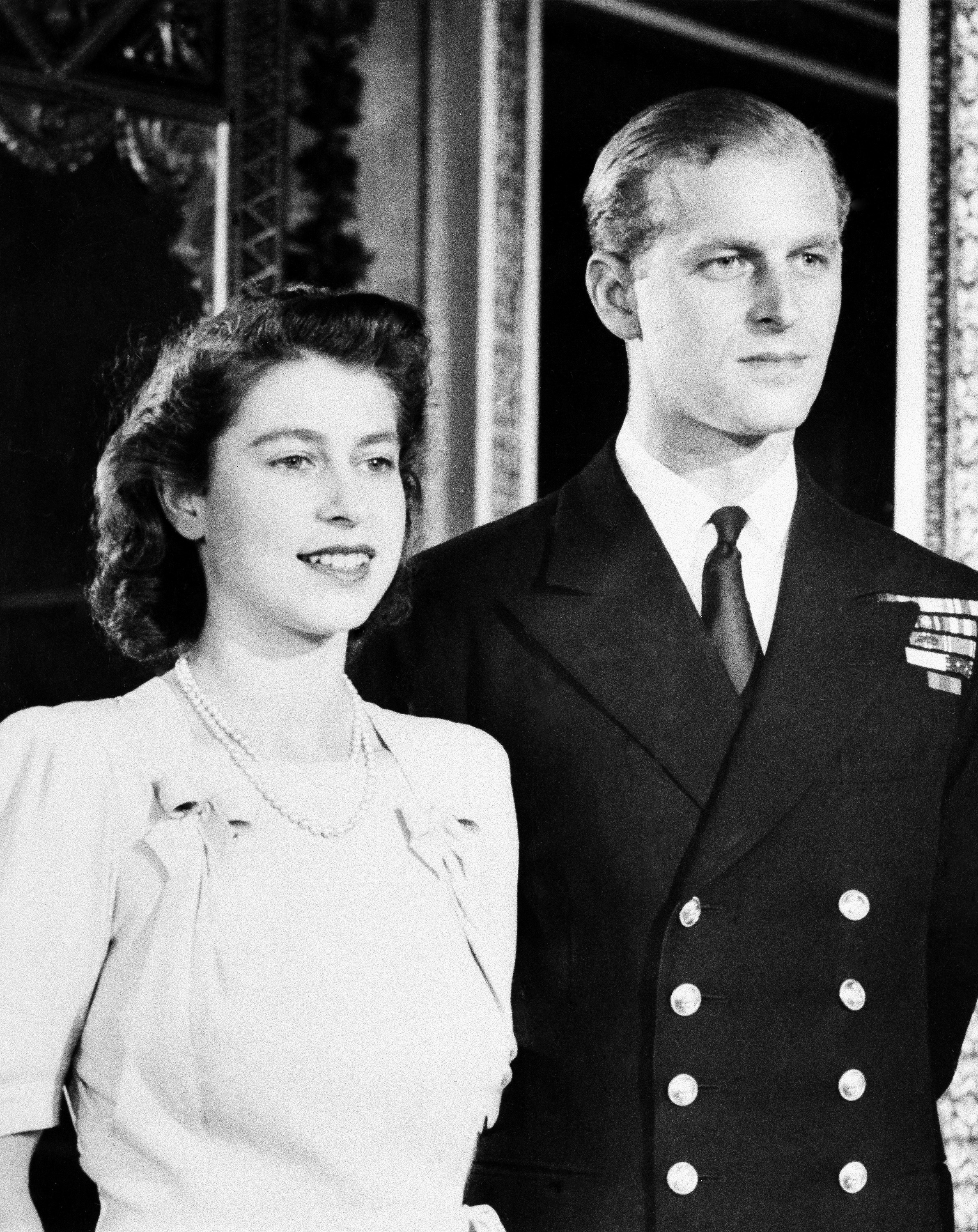
婚約発表（1947年撮影）

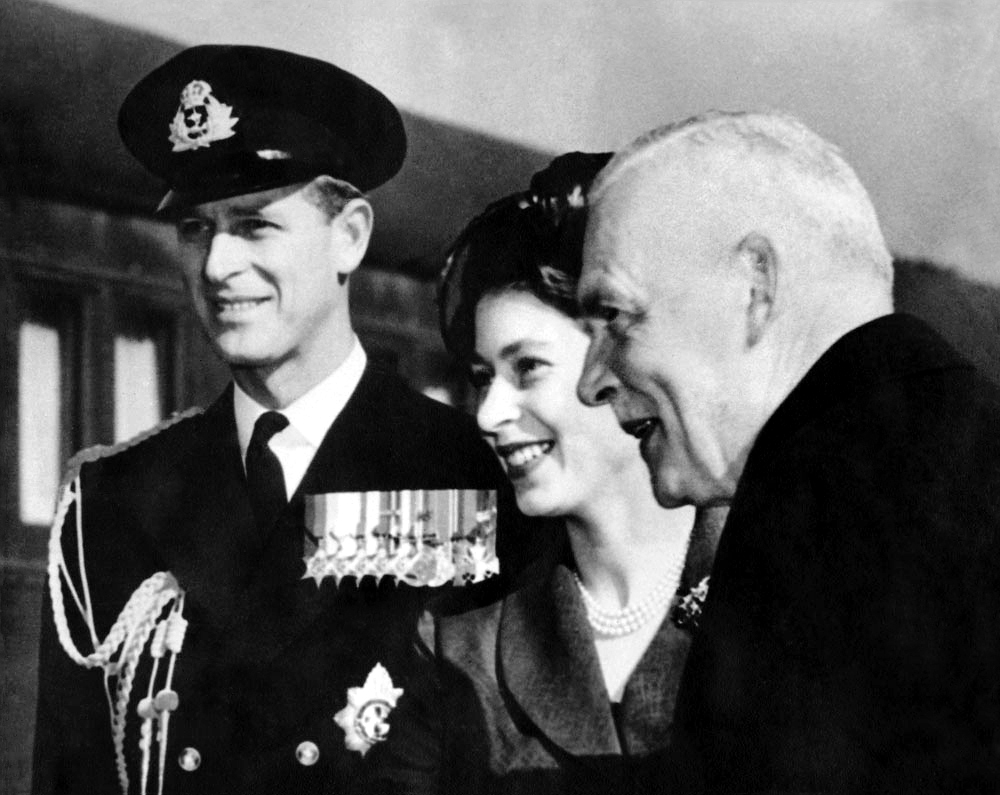
1951年カナダ外遊、妻と同国首相ルイ・ローレントと

1947年7月9日、英国王ジョージ6世の第1王女で次期王位継承者であったエリザベスとの婚約が発表された。
同年11月19日、結婚前日にジョージ6世からガーター勲章並びに由緒ある地名を冠したエディンバラ公爵（スコットランド）、メリオネス伯爵（ウェールズ）とグリニッジ男爵（イングランド）の称号を授与された。なお将来の女王であるエリザベスの方が先に受章するよう配慮がなされており、エリザベスは11月11日にガーター勲章を受章している。結婚前夜には、スタッグ・パーティ（独身パーティ）が開かれ、ここで「最後の一本」として煙草を吸って以降、禁煙を貫いた。
そして11月20日に、ロンドンのウェストミンスター寺院で結婚した。ただし、国民の反独感情は未だ薄れておらず、存命の三人の姉たちは招待されなかった。また、新婚旅行最初の訪問先であるブロードランド（マウントバッテン卿の邸宅が所在）には多数のマスコミが殺到し、フィリップのメディア不信の端緒となった。
フィリップは王族としての公務に邁進するとともに、1948年11月には長男チャールズが誕生した。誕生時には、側近とスカッシュをしており、妻に付き添わなかったことを、後に批判された。
国王から軍務への復帰を許可され、1949年にフィリップは地中海艦隊第一水雷戦隊旗艦の駆逐艦「HMSチェッカーズ」の副長となる。チェッカーズのマルタ寄港に合わせてエリザベスが同地に滞在し、夫妻二人で「普通の生活」を楽しんだ。1950年には海軍少佐に昇進し、スループ艦「HMSマグパイ（HMS_Magpie_(U82)）」の艦長となる。なお、エリザベス王女が夫の元を訪問する際、二人の子供たちは乳母に託された。
一方、大戦終結以来、ジョージ6世の体調不良は顕著で、エリザベス王女は度々名代として海外訪問を行っていた。1952年1月31日、ジョージ6世は英領ケニア植民地（当時）経由でオセアニアに向かう娘夫妻を、異例のことながらヒースロー空港で見送り、これが今生の別れとなった。
2月6日未明、ジョージ6世が崩じ、このラジオニュースを聞いた秘書官マーティン・チャータリスが機転を利かせて、この事実をフィリップ付秘書官マイケル・パーカーに伝えた。そしてフィリップが妻エリザベスを庭に連れていき、父王の崩御を告げた。若き女王夫妻は衝撃で言葉は少なかったが、海外訪問の荷物には万が一のために喪服が用意されていた。
1952年には海軍中佐に昇進していたが、「将来的には海軍提督に出世するであろう」と言われた輝かしい軍歴には終止符が打たれた。

### 「王配」としての屈辱

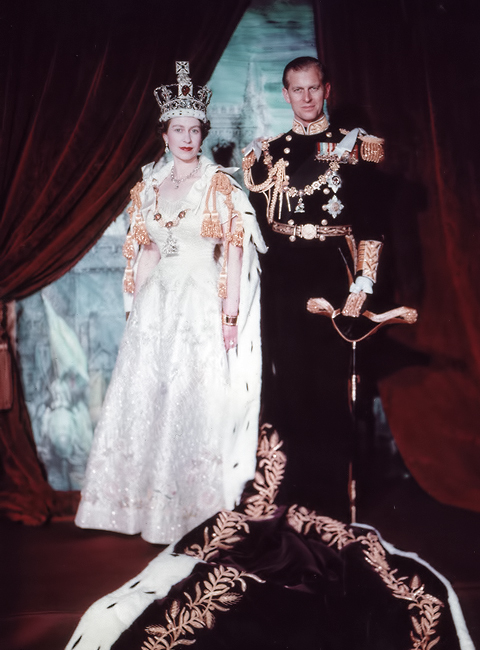
エリザベス2世の戴冠式（1953年6月）

妻の即位は、フィリップの立場を激変させた。フィリップ自身は妻である女王を支えようと考えていたが、姉たちがドイツに嫁したフィリップを快く思わないウィンストン・チャーチル首相や枢密院の重鎮たちは、事あるごとにフィリップを排除しようとした。
新女王夫妻は、ジョージ6世崩御後ただちにロンドンへ戻り、2月8日に即位後初の枢密顧問会議を招集した際、フィリップはセント・ジェームズ宮殿に正門から入ることが許されなかった。チャーチル首相以下重臣らが集う玉座の間には、「憲法上にない存在」であるとしてフィリップが新女王に同伴することも認められなかった。そして、枢密院議員の集う会議室にも、フィリップがジョージ6世の崩御直前に議員に任ぜられたことを知らない係員に入室を阻止されそうになった。
王族の席次は、エリザベス王太后やエリザベスの叔父グロスター公ヘンリー…と続き、フィリップの席次は女王の配偶者であるにもかかわらず30番目であった。これを改めさせるのに、8か月要した。
フィリップにはヴィクトリア女王の夫アルバート王配とは異なり、『王配（Prince Consort）』の称号が与えられなかった。アルバートは『王配』として機密書類を閲覧でき、女王と家臣の良き仲介役として活躍していた。
エリザベス2世女王自身は、アルバート王配同様に『Prince Consort』を授けたいと考えていたが、チャーチルら重臣の反対に遭い、また女王自身がフィリップの短気な性格を懸念して押し切ることもできなかったため、フィリップには機密書類閲覧権もない。
翌1953年6月2日、ウェストミンスター寺院で戴冠式が執り行われた。夫妻は同年11月から翌1954年5月にかけ、コモンウェルスを巡幸した。その後も、女王と共に英連邦及び世界各国を訪問している。
1957年にエリザベス2世からPrince of the United Kingdomの称号を与えられ、それ以降は、His Royal Highness The Prince Philip, Duke of Edinburgh（エディンバラ公フィリップ王配殿下）が正式な呼称となっている。
王朝名となる女王一家の姓は「ウィンザー（Windsor）」のままであり、フィリップの姓である「マウントバッテン（Mountbatten）」に変わらなかった。その後1960年に夫妻の子孫の姓を「マウントバッテン＝ウィンザー（Mountbatten-Windsor）」とすることになったものの、フィリップの屈辱的な思いは残った。フィリップ自身、怒りを込めて「王室のメンバーを生むためのアメーバでしかない」と発言したとされる。
- 1954年1月、ニュージーランド議会開会に臨席。フィリップは明らかに女王より下座となっている。
- 1957年10月、カナダ議会開会に臨席。フィリップの席は女王と対になった。
- 1954年、ニュージーランド、ケンブリッジにて
- 1957年、カナダ、オタワにて
- 1967年、サルフォード大学訪問

### 子女教育

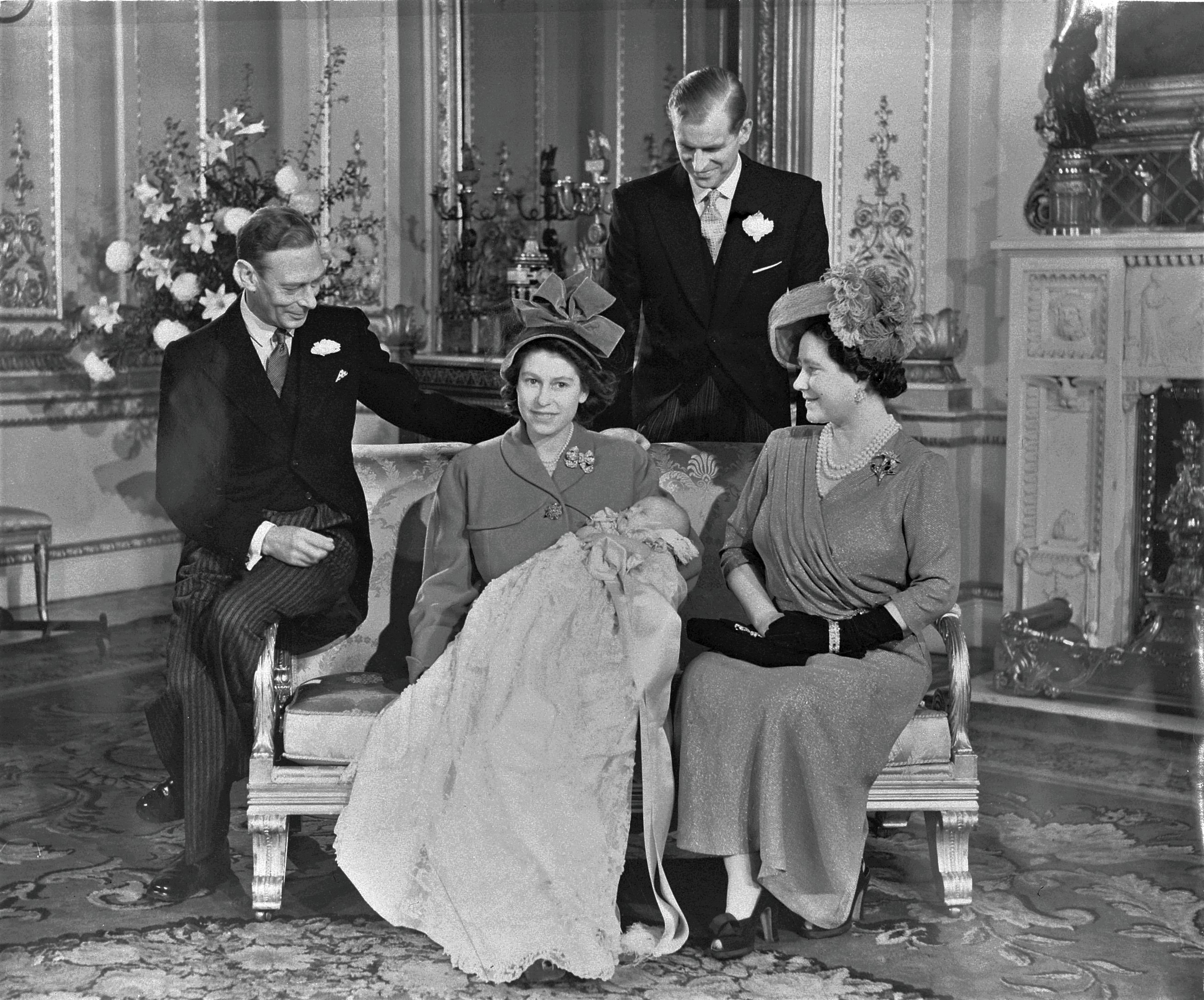
第1王子チャールズ誕生（1948年撮影）

『王配』の称号を得られなかったことはフィリップに屈折した心理を生み、放蕩や不倫の「噂」が報じられたほか、王子や王女たちにも悪影響を及ぼしたと考えられている。女王も夫の不満を知り、ウィンザー・パークの経営、そして子女教育を夫に任せた。
フィリップは4人の子供達（3男1女）には、自身の育った経験から父親として厳格な躾を施し、とりわけ長男のチャールズ王太子には将来の国王となるべく関与し、不幸な影響を与えた。フィリップは内気なチャールズ王太子より、活発で自身に似た性格のアン王女を可愛がった。
エリザベス2世もフィリップも、子供たちに「フォーマルに」接した。代わって乳母や家庭教師たちが、チャールズに愛情や優しさを教えたが、時にフィリップと意見が対立した。特に、乳母の最年長者であるライトボディは、チャールズを朝起こし、夜寝かしつけるまで王子に尽くした。フィリップは息子を戸外で遊ばせるよう命じ、幼児に恐怖心を与えるやり方で無理強いすることもあったが、ライトボディは王子の性格や体調を理解し、こうした教育方針に強く抵抗した。チャールズが8歳の時、ライトボディはフィリップとの対立から、宮廷を去った。
女王はチャールズを宮廷で養育しようと考えたが、フィリップは自身の経験から一般の学校に通わせるべきだと主張した。フィリップの意見通り、慣例を破って学校に通わせることとなり、またチャールズも学校に良く馴染んだ。ところが、王太子が通学する姿がマスコミの標的になり、王室側も王太子の安全面を懸念するようになった。ここで、フィリップが全寮制の学校に通わせるべきだと決断し、わずか5か月で通学生活を終わらせることとなった。
フィリップは自身の母校であるチーム校へチャールズを入学させたが、チャールズは団体競技や団体生活に馴染むことができなかった。さらに次の進学先も、エリザベス王太后が希望する貴族的なイートン校ではなく、フィリップの母校であるゴードンストウン校が選ばれた。フィリップは表向きの理由をマスコミ対策としたが、チャールズの性格を「矯正」するのには母校ゴードンストウンが最適であると判断したと考えられている。チャールズは、同校の厳しい校風や、生徒たちからの嫌がらせといった苦難を味わうこととなった。
チャールズは17歳の時、将来の国王としてオーストラリアに留学した。この時の留学先はハーンの愛弟子が校長を務めたことがある学校であり、フィリップも同意した。ここはチャールズにとって、自分に自信を持てる、良い経験となった。しかし、ゴードンストウン校卒業後の進路を巡る会議で、フィリップはやはり母校であるダートマス海軍兵学校を推したが、決め手はルイス・マウントバッテン卿の「祖父ジョージ6世のようにケンブリッジ大学（トリニティ・カレッジ）に進学した後、父や祖父と同じくダートマスへ行き、海軍へ入り自分で艦船の指揮をする」という意見であった。
チャールズのケンブリッジ大学在学中の1969年7月、カーナーヴォン城でプリンス・オブ・ウェールズの叙任式（立太子に相当）が執り行われた。大学卒業後は、空軍の訓練を経て、フィリップの希望通り、海軍に入隊した。

### 長男の結婚
チャールズ王太子の結婚を巡っては、当初、ルイス・マウントバッテン卿の孫娘が有力であったが、1979年8月27日にマウントバッテン卿がIRA暫定派に暗殺されてしまう。死の報に、泣き崩れたチャールズと対照的に、フィリップは毅然としていた。
マウントバッテン卿の暗殺を機に、チャールズが意気投合したのがダイアナ（第8代スペンサー伯爵エドワードの三女）であった。やがて、フィリップはマスコミ取材の猛攻を受けるダイアナの立場を憂い、息子に「婚約」か「破談」かの二択を迫った。そして、チャールズは「婚約」を選んだ。チャールズの決断の背景にフィリップがあったことは、BBCの取材時に驚きを持って受け止められた。
1981年7月29日、チャールズとダイアナはセント・ポール大聖堂で婚礼を挙げた。
- ルイス・マウントバッテン卿（1976年撮影）
- チャールズ王太子とダイアナ妃夫妻（1985年撮影）

### 公務

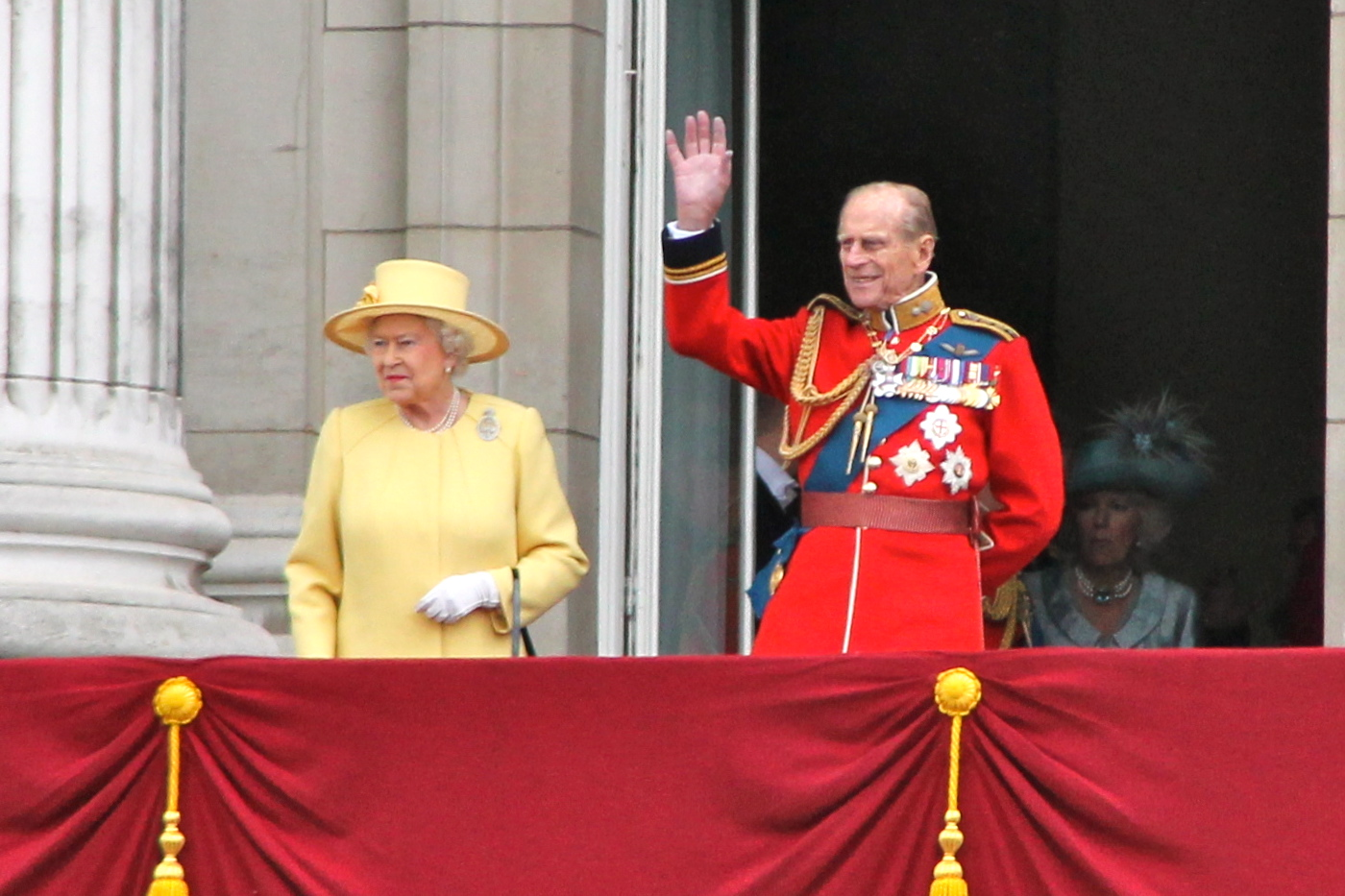
在位60周年記念式典（2012年撮影）

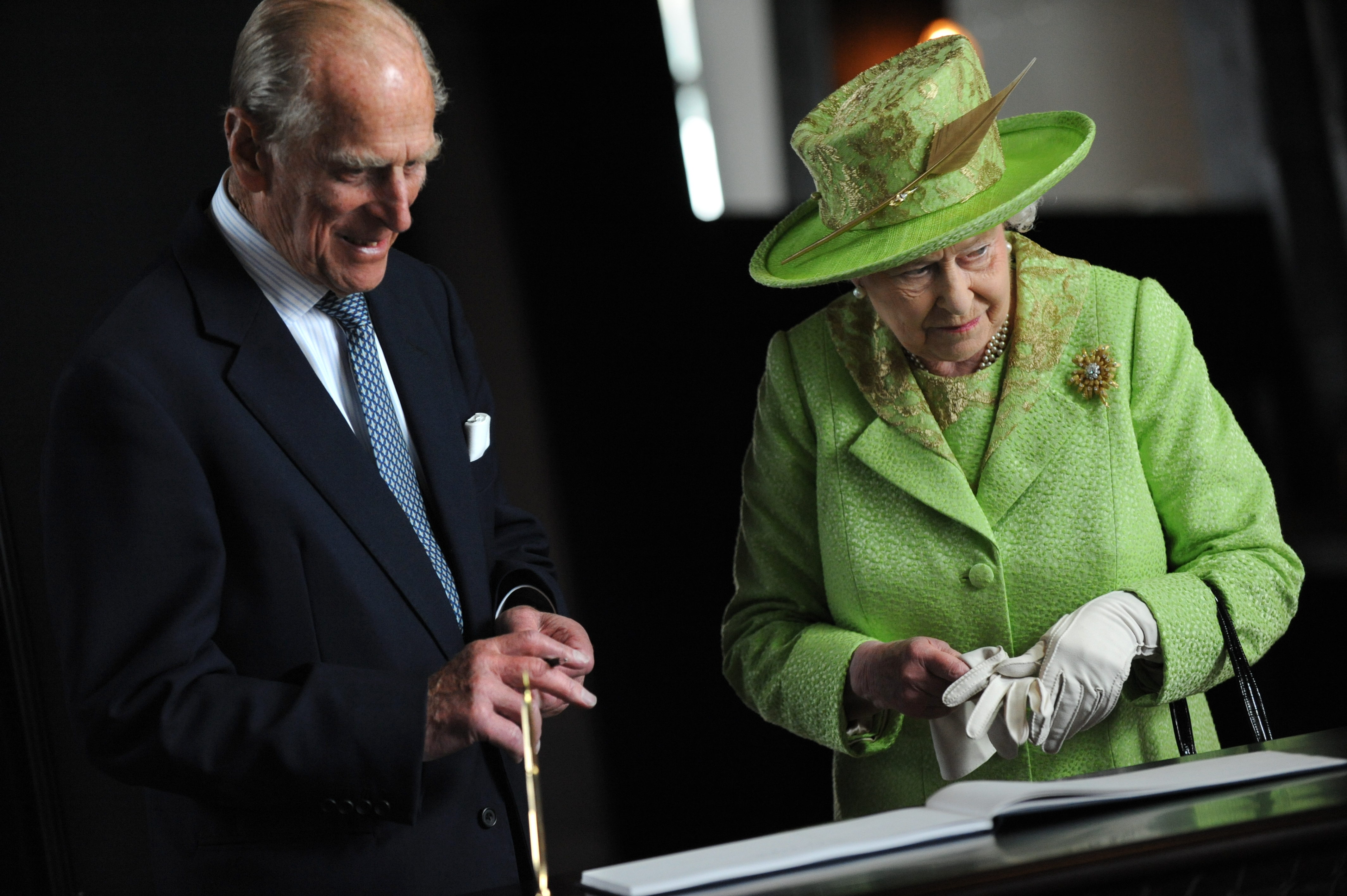
女王とタイタニック・ベルファスト訪問（2012年6月27日撮影）

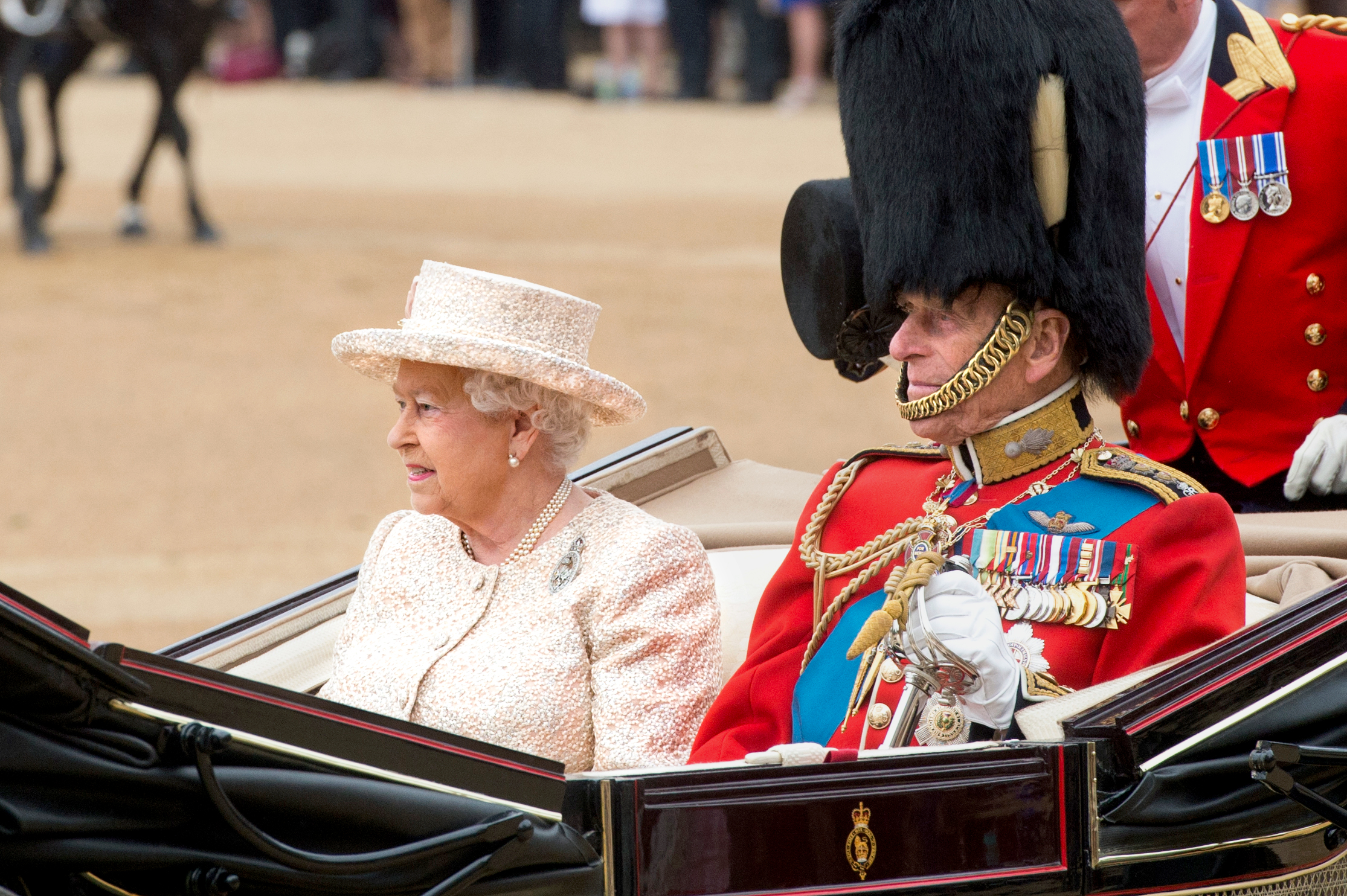
英陸軍パレードにて（2015年撮影）

しかし王室の一員としての公務には献身的に取り組んだだけでなく、王室の改革、近代化に積極的で、初めて王室の日常をテレビジョンで公開するなど、王室と国民の関係を親密にすることに心を砕いた。なおこのような改革について義母のエリザベス王太后との確執があったが、後に沈静化した。
また南極大陸・南大西洋の訪問を機に自然保護への関心を深め、世界自然保護基金の初代総裁を務めた。また、イギリス国内のケンブリッジ大学やエディンバラ大学、ソルフォード大学などの総長なども務めている。
1956年には「エディンバラ公賞」（The Duke of Edinburgh's Award）を設立し、優れた技能を持った世界各国の若者を表彰している。特に、自然保護に貢献のあった人物を表彰していることで有名である。
1952年から2011年まで科学技術産業振興協会（王立技芸協会）会長を務めた。
2007年11月19日には結婚60周年を祝う祝賀行事が催された。イギリスの君主で結婚60周年を迎えるのは、エリザベス2世が史上初である。翌日からは新婚時代を過ごしたマルタを訪問した。
長年海軍の実務より離れていたものの、フィリップの90歳の誕生日である2011年6月10日に、イギリス海軍の最高指揮官であるLord High Admiralに就任した。

### 公務引退
2017年5月4日、同年8月中をもって、「一切の公務からの引退」を決断したことを発表。同年8月2日にバッキンガム宮殿におけるイギリス海兵隊のパレードに参加し、単独の公務を全て終えた。11月20日に結婚70周年。
2018年3月、ウィンザー城で行われたイースターの行事など複数の行事、アンドリュー王子の近衛歩兵連隊長任命式などの行事を続けて欠席。同年4月、欠席の原因とみられる臀部の手術のためキング・エドワード7世病院に入院した。
2021年2月、心臓病の検査と治療を受けるためキング・エドワード7世病院に2週間近く入院、3月1日には聖バーソロミュー病院へ転院した。

### 薨去

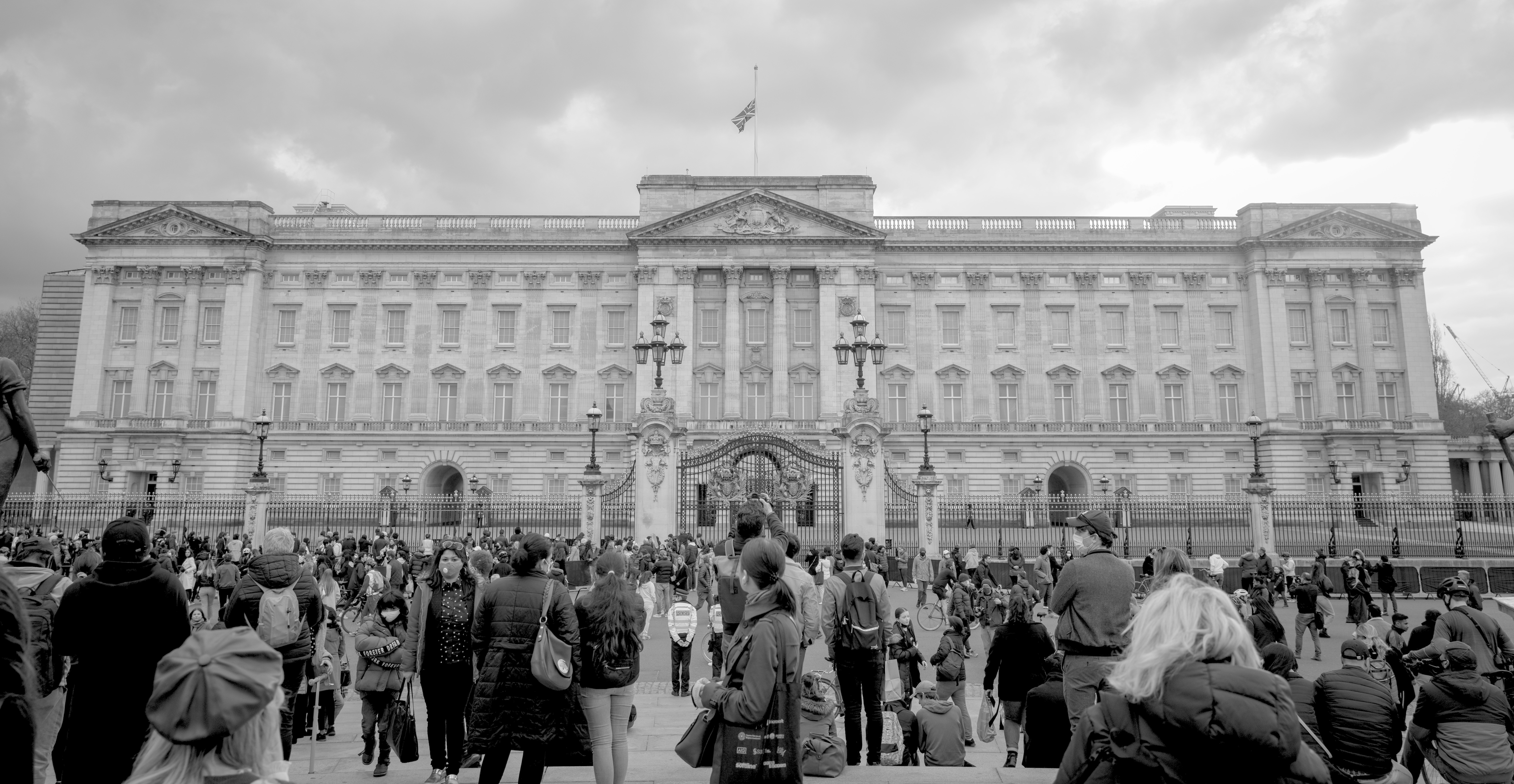
2021年4月9日のバッキンガム宮殿、フィリップの薨去を受けイギリス国旗が半旗に掲げられた

2021年1月9日、英王室は、女王夫妻が（ウィンザー城で王室付きの医師から）新型コロナウイルスのワクチン接種を受けたと発表。
2021年4月9日、ウィンザー城にて薨去した。99歳没。王室主治医のヒュー・トーマス卿によって証明された死因は、老衰。
2021年4月17日、ウィンザー城内の聖ジョージ礼拝堂で葬儀が行われた。新型コロナウイルス感染防止のため、参列者は王族など30人のみとし、行事もすべて城内で行われるなど簡素な形式で行われ、遺体は同礼拝堂に埋葬された。
2022年9月19日、後を追うように崩御したエリザベス2世の国葬に合わせて国王ジョージ6世記念礼拝堂に改葬された。

## 子女
妻の女王エリザベス2世との間には、3男1女の4人の子女がいる。王位継承順位は2022年9月8日現在。
| 続柄                    | 名前 | 名前       | 生年月日       | 没年月日       | 備考 |
| ----------------------- | ---- | ---------- | -------------- | -------------- | --- |
| 第1王子 （第1子・長男） |      | チャールズ | 1948年11月14日 | 存命中（76歳） | ウィンザー朝第5代国王チャールズ3世。 1981年にダイアナ・スペンサーと結婚。1996年に離婚。 2005年にカミラ・シャンドと再婚。 2022年に母エリザベス2世の崩御にともない王に即位。 子女：2男（2人） |
| 第1王女 （第2子・長女） |      | アン       | 1950年8月15日  | 存命中（75歳） | 王位継承順位第16位。 1973年にマーク・フィリップスと結婚。 1992年に離婚し、同年にティモシー・ローレンスと再婚。 子女：1男1女（2人）                                                          |
| 第2王子 （第3子・次男） |      | アンドルー | 1960年2月19日  | 存命中（65歳） | ヨーク公爵 王位継承順位第8位。 1986年にセーラ・ファーガソンと結婚。1996年に離婚。 子女：2女（2人）                                                                                          |
| 第3王子 （第4子・三男） |      | エドワード | 1964年3月10日  | 存命中（61歳） | エディンバラ公爵 王位継承順位第13位。 1999年にソフィー・リース＝ジョーンズと結婚。 子女：1男1女（2人）                                                                                      |

## 系譜
|  | |  |  |  |  |  |  |  |  |  |  |  |  |  |  |  |
|  | 16. シュレースヴィヒ＝ホルシュタイン＝ゾンダーブル＝グリュックスブルク公フリードリヒ・ヴィルヘルム |  |  |  |  |  |  |  |  |  |  |  |  |  |  |  |
|  | |  |  |  |  |  |  |  |  |  |  |  |  |  |  |  |
|  | |  |  |  |  |  |  |  |  |  |  |  |  |  |  |  |
|  | 8. デンマーク国王クリスチャン9世                                                                   |  |  |  |  |  |  |  |  |  |  |  |  |  |  |  |
|  | |  |  |  |  |  |  |  |  |  |  |  |  |  |  |  |
|  | |  |  |  |  |  |  |  |  |  |  |  |  |  |  |  |
|  | 17. ヘッセン＝カッセル方伯女ルイーゼ・カロリーネ                                                   |  |  |  |  |  |  |  |  |  |  |  |  |  |  |  |
|  | |  |  |  |  |  |  |  |  |  |  |  |  |  |  |  |
|  | |  |  |  |  |  |  |  |  |  |  |  |  |  |  |  |
|  | 4. ギリシャ国王ゲオルギオス1世                                                                     |  |  |  |  |  |  |  |  |  |  |  |  |  |  |  |
|  | |  |  |  |  |  |  |  |  |  |  |  |  |  |  |  |
|  | |  |  |  |  |  |  |  |  |  |  |  |  |  |  |  |
|  | 18. ヘッセン＝カッセル方伯ヴィルヘルム                                                             |  |  |  |  |  |  |  |  |  |  |  |  |  |  |  |
|  | |  |  |  |  |  |  |  |  |  |  |  |  |  |  |  |
|  | |  |  |  |  |  |  |  |  |  |  |  |  |  |  |  |
|  | 9. ヘッセン＝カッセル方伯女ルイーゼ                                                                |  |  |  |  |  |  |  |  |  |  |  |  |  |  |  |
|  | |  |  |  |  |  |  |  |  |  |  |  |  |  |  |  |
|  | |  |  |  |  |  |  |  |  |  |  |  |  |  |  |  |
|  | 19. デンマーク王女ルイーセ・シャロデ                                                               |  |  |  |  |  |  |  |  |  |  |  |  |  |  |  |
|  | |  |  |  |  |  |  |  |  |  |  |  |  |  |  |  |
|  | |  |  |  |  |  |  |  |  |  |  |  |  |  |  |  |
|  | 2. ギリシャ及びデンマーク王子アンドレアス                                                          |  |  |  |  |  |  |  |  |  |  |  |  |  |  |  |
|  | |  |  |  |  |  |  |  |  |  |  |  |  |  |  |  |
|  | |  |  |  |  |  |  |  |  |  |  |  |  |  |  |  |
|  | 20. ロシア皇帝ニコライ1世                                                                          |  |  |  |  |  |  |  |  |  |  |  |  |  |  |  |
|  | |  |  |  |  |  |  |  |  |  |  |  |  |  |  |  |
|  | |  |  |  |  |  |  |  |  |  |  |  |  |  |  |  |
|  | 10. ロシア大公コンスタンチン・ニコラエヴィチ                                                       |  |  |  |  |  |  |  |  |  |  |  |  |  |  |  |
|  | |  |  |  |  |  |  |  |  |  |  |  |  |  |  |  |
|  | |  |  |  |  |  |  |  |  |  |  |  |  |  |  |  |
|  | 21. プロイセン王女シャルロッテ                                                                     |  |  |  |  |  |  |  |  |  |  |  |  |  |  |  |
|  | |  |  |  |  |  |  |  |  |  |  |  |  |  |  |  |
|  | |  |  |  |  |  |  |  |  |  |  |  |  |  |  |  |
|  | 5. ロシア大公女オリガ・コンスタンチノヴナ                                                          |  |  |  |  |  |  |  |  |  |  |  |  |  |  |  |
|  | |  |  |  |  |  |  |  |  |  |  |  |  |  |  |  |
|  | |  |  |  |  |  |  |  |  |  |  |  |  |  |  |  |
|  | 22. ザクセン＝アルテンブルク公ヨーゼフ                                                             |  |  |  |  |  |  |  |  |  |  |  |  |  |  |  |
|  | |  |  |  |  |  |  |  |  |  |  |  |  |  |  |  |
|  | |  |  |  |  |  |  |  |  |  |  |  |  |  |  |  |
|  | 11. ザクセン＝アルテンブルク公女アレクサンドラ                                                     |  |  |  |  |  |  |  |  |  |  |  |  |  |  |  |
|  | |  |  |  |  |  |  |  |  |  |  |  |  |  |  |  |
|  | |  |  |  |  |  |  |  |  |  |  |  |  |  |  |  |
|  | 23. ヴュルテンベルク公女アマーリエ                                                                 |  |  |  |  |  |  |  |  |  |  |  |  |  |  |  |
|  | |  |  |  |  |  |  |  |  |  |  |  |  |  |  |  |
|  | |  |  |  |  |  |  |  |  |  |  |  |  |  |  |  |
|  | 1. エディンバラ公フィリップ王配                                                                    |  |  |  |  |  |  |  |  |  |  |  |  |  |  |  |
|  | |  |  |  |  |  |  |  |  |  |  |  |  |  |  |  |
|  | |  |  |  |  |  |  |  |  |  |  |  |  |  |  |  |
|  | 24. ヘッセン大公ルートヴィヒ2世                                                                    |  |  |  |  |  |  |  |  |  |  |  |  |  |  |  |
|  | |  |  |  |  |  |  |  |  |  |  |  |  |  |  |  |
|  | |  |  |  |  |  |  |  |  |  |  |  |  |  |  |  |
|  | 12. ヘッセン大公子アレクサンダー                                                                   |  |  |  |  |  |  |  |  |  |  |  |  |  |  |  |
|  | |  |  |  |  |  |  |  |  |  |  |  |  |  |  |  |
|  | |  |  |  |  |  |  |  |  |  |  |  |  |  |  |  |
|  | 25. バーデン大公女ヴィルヘルミーネ                                                                 |  |  |  |  |  |  |  |  |  |  |  |  |  |  |  |
|  | |  |  |  |  |  |  |  |  |  |  |  |  |  |  |  |
|  | |  |  |  |  |  |  |  |  |  |  |  |  |  |  |  |
|  | 6. バッテンベルク公子ルイス                                                                        |  |  |  |  |  |  |  |  |  |  |  |  |  |  |  |
|  | |  |  |  |  |  |  |  |  |  |  |  |  |  |  |  |
|  | |  |  |  |  |  |  |  |  |  |  |  |  |  |  |  |
|  | 26. ヤン・マウリツィ・ハウケ伯爵                                                                   |  |  |  |  |  |  |  |  |  |  |  |  |  |  |  |
|  | |  |  |  |  |  |  |  |  |  |  |  |  |  |  |  |
|  | |  |  |  |  |  |  |  |  |  |  |  |  |  |  |  |
|  | 13. バッテンベルク女侯爵ユリア・ハウケ                                                             |  |  |  |  |  |  |  |  |  |  |  |  |  |  |  |
|  | |  |  |  |  |  |  |  |  |  |  |  |  |  |  |  |
|  | |  |  |  |  |  |  |  |  |  |  |  |  |  |  |  |
|  | 27. ゾフィー・ラフォンテーヌ                                                                       |  |  |  |  |  |  |  |  |  |  |  |  |  |  |  |
|  | |  |  |  |  |  |  |  |  |  |  |  |  |  |  |  |
|  | |  |  |  |  |  |  |  |  |  |  |  |  |  |  |  |
|  | 3. バッテンベルク公女アリキ                                                                        |  |  |  |  |  |  |  |  |  |  |  |  |  |  |  |
|  | |  |  |  |  |  |  |  |  |  |  |  |  |  |  |  |
|  | |  |  |  |  |  |  |  |  |  |  |  |  |  |  |  |
|  | 28. ヘッセン大公子カール                                                                           |  |  |  |  |  |  |  |  |  |  |  |  |  |  |  |
|  | |  |  |  |  |  |  |  |  |  |  |  |  |  |  |  |
|  | |  |  |  |  |  |  |  |  |  |  |  |  |  |  |  |
|  | 14. ヘッセン大公ルートヴィヒ4世                                                                    |  |  |  |  |  |  |  |  |  |  |  |  |  |  |  |
|  | |  |  |  |  |  |  |  |  |  |  |  |  |  |  |  |
|  | |  |  |  |  |  |  |  |  |  |  |  |  |  |  |  |
|  | 29. プロイセン王女エリーザベト                                                                     |  |  |  |  |  |  |  |  |  |  |  |  |  |  |  |
|  | |  |  |  |  |  |  |  |  |  |  |  |  |  |  |  |
|  | |  |  |  |  |  |  |  |  |  |  |  |  |  |  |  |
|  | 7. ヘッセン大公女ヴィクトリア                                                                      |  |  |  |  |  |  |  |  |  |  |  |  |  |  |  |
|  | |  |  |  |  |  |  |  |  |  |  |  |  |  |  |  |
|  | |  |  |  |  |  |  |  |  |  |  |  |  |  |  |  |
|  | 30. ザクセン＝コーブルク＝ゴータ公子アルバート                                                     |  |  |  |  |  |  |  |  |  |  |  |  |  |  |  |
|  | |  |  |  |  |  |  |  |  |  |  |  |  |  |  |  |
|  | |  |  |  |  |  |  |  |  |  |  |  |  |  |  |  |
|  | 15. イギリス王女アリス                                                                             |  |  |  |  |  |  |  |  |  |  |  |  |  |  |  |
|  | |  |  |  |  |  |  |  |  |  |  |  |  |  |  |  |
|  | |  |  |  |  |  |  |  |  |  |  |  |  |  |  |  |
|  | 31. イギリス女王ヴィクトリア                                                                       |  |  |  |  |  |  |  |  |  |  |  |  |  |  |  |
|  | |  |  |  |  |  |  |  |  |  |  |  |  |  |  |  |
|  | |  |  |  |  |  |  |  |  |  |  |  |  |  |  |  |

## 失言
フィリップは失言が多く、多くの物議を醸した発言が知られている。
- 「我が娘が学校のアートレッスンから持ち帰ったもののように見えますな」（1965年、エチオピアで最古とされている芸術作品を鑑賞した際に発言）[74]
- 「英国人女性は料理ができない」（1966年）[75]
- 「ロシアにはとても行きたい。まぁ野郎どもが私の家族の半分を殺したんだけどね」（1967年に、記者からソ連へ訪問する意思の有無を問われた際に発言）[76]
- 「我々は、来年赤字を出すだろう。私は、ポロを多分諦めねばならないだろう」（1969年、王室の財政問題について記者会見で発言）[74]
- 「これの開設を宣言します。これが何の施設であれ」（1969年、カナダ訪問中にとあるイベントで発言）[77]
- 「いつも何でうがいをしてるんだい?小石?」（1969年、ロイヤル・バラエティ・パフォーマンス（英語版）でトム・ジョーンズの歌唱を観覧した後に質問）[78]
- 「君はただのホワイトホールの木っ端役人だよ。君は私を信用しないし、私も君を信用しない」（1970年、ホワイトホールで国家公務員に対して発言）[79]
- 「（移動に必要な）労力を考えれば、もうこんな所には来るつもりはないよ。楽しい事なんて、他にいくらでも考え付くんだから」（1976年、カナダを訪問した際に発言）[78]
- 「国民は、我々の生活にはもっと休みが必要だと言ってたくせに、今度は仕事がないなどと文句を言っている」（1981年の不況時に発言）[75]
- 「あなたは女性ですよね?」（1984年、ケニア訪問時、現地人女性に質問）[75]
- 「ここに長くいたら、（中国人みたいに）目が細くなりますよ」（1986年、中華人民共和国訪問時、西安に留学中の英国人学生に）[80][74]
- 「4本の脚があるが机ではないもの、2つの翼で飛ぶが飛行機ではないもの、水の中を泳ぐが潜水艦ではないもの、それら全てを広東人は食べる」（1986年、世界自然保護基金の会合にて発言）[77]
- 「生まれ変わったら、死のウイルスになって人口問題を解決させたい」（1987年、著書の序文で）[81]
- 「女性の弁護士は、法律違反かと思った」（1987年、女性弁護士に対して発言）[82]
- 「貴方達の国は、絶滅危惧種が売買される世界でも悪名高い国の一つですよ」（1991年、タイで自然保護に関する賞を受け取った際の発言）[83]
- 「おお嫌だ、酷い病気にかかるかもしれないじゃないか」（1992年、オーストラリア訪問時、コアラを撫でるように頼まれた際の返答）[75]
- 「火災で最悪なのは、火を消すために使った水による損害だと言われます。実際、（1992年に火災に遭った）ウィンザー城もまだ乾ききっていない有様です」（1993年、ロッカビーにてパンアメリカン航空103便の機体が墜落した道路沿いの住民に対して発言）[74]
- 「貴方はまだ太鼓腹になっていない事から察するに、この国にはそこまで長くは住んでいないのでしょう」（1993年、ハンガリー訪問時にブダペストで在留英国人に発言）[77]
- 「あなたたちはほとんど海賊の子孫なのではないのですか?」（1994年、ケイマン諸島訪問時、現地人に質問）[75]
- 「それが戦争というものの一部だったんだ。私達の頃はカウンセラーなんていなくて、誰かが銃を撃つ度に“大丈夫ですか?何かとんでもない問題を抱えていませんか?”なんて聞いたりしなかった。進み続けるのみだった」（1994年、第二次世界大戦のDデー50周年のドキュメンタリーにて、ストレス・カウンセリングについて、元海軍将校の立場からのコメントを求められた際の返答）[83]
- 「どうやって免許取得試験中、スコットランド人は酒を飲まないようにするんですか?」（1995年、スコットランド訪問時、現地の自動車教習所の教官に質問）[75]
- 「例えばの話だが、クリケット選手が学校に行って、バットでたくさんの人を殴り殺したとする。極めて簡単にできるだろう。そうしたらクリケットのバットを禁止するのか?」（1996年、ダンブレーン小学校無差別乱射事件（en:Dunblane massacre）を受けて発言）[74]
- 「この忌々しい愚か者が!」（1997年、ケンブリッジ大学で相手がフィリップと気付かず、駐禁を取ろうとした駐車場係員に対して）[75]
- 「ようこそ、帝国宰相閣下」（1997年、ドイツのヘルムート・コール首相（当時）による謁見を受けた際に発言。帝国宰相(ドイツ語: Reichskanzler)とは、第二次大戦以前のドイツ国[注釈 5]首相の肩書で、ここではアドルフ・ヒトラーを念頭に置いた発言。本来のコールの肩書は連邦首相(ドイツ語: Bundeskanzler)であった。）[76]
- 「寛容性が最も大切でしょう。私の例を見ていれば、女王が豊かな寛容性の持ち主である事が、見て取れる筈です」（1997年、円満な結婚生活を送る為のアドバイスを求められた際の返答）[78]
- 「なんとか食べられずに済んだのですね」（1998年、パプアニューギニアを探検した学生に発言）[74]
- 「うん、この工事はインド人がやったに違いない」（1999年スコットランド訪問時、ワイヤーが外れたヒューズの箱を見て発言）[74]
- 「耳が聞こえない? このバンドの近くにいたら、不思議じゃないですね」（1999年、打楽器のバンド演奏の際、聴覚障害者に発言）[74]
- 「ビールを持ってきてくれ。どんな種類でも構わない、ビールだ」（2000年、イタリア訪問時にジュリアーノ・アマート首相（当時）主催の晩餐会で、同国でも最高級とされているワインを提供された際に発言）[82]
- 「膨大な場所の無駄」（2000年、総工費1800万ポンドをかけてベルリンに建設した在ドイツ英国大使館（英語版）のレセプションパーティーにおいて発言）[78]
- 「きみは太りすぎているから無理だろう」（2001年、「将来宇宙飛行士になりたい」と語った12歳の少年に返答）[74]
- 「マイクをオフにしてほしかった」（2001年、ロイヤル・バラエティ・パフォーマンスにおいてエルトン・ジョンによる歌唱の感想を聞かれた際に返答）
- 「観光客は、ロンドンにとって厄介な存在です。彼等が交通渋滞を引き起こしている。観光旅行を禁止すれば、我々は渋滞の問題から解放される事でしょう」（2002年、新しいロンドン市庁舎の落成式において発言） [78]
- 「まだ槍を投げ合っているのですか?」（2002年オーストラリア訪問時、オーストラリア先住民に質問）[74]
- 「最近は拒食症の人の為に食用犬を開発しているらしいよ。知ってた?」（2002年、盲導犬を連れた女性に対して発言）[84]
- 「それで、ここにいる子たちの誰がクスリをキメているんだい?彼なんか常用してる様に見えるけど」（2002年、ロンドンのバングラデシュ系移民の青少年クラブを訪問した際に発言）[74]
- 「君は自爆テロの犯人みたいだね」（2002年、ルイス島ストーノーウェイで防弾チョッキを着用した女性警察官に対して発言）[75]
- 「席順が何だ、私の夕食を出せ!」（2004年、とある晩餐会の席で発言）[78]
- 「私の様な老いぼれは、その頃には天に召されているだろう」（2005年、トニー・ブレア首相から2012年ロンドンオリンピックへの展望を質問された際に返答）[78]
- 「若者は、いつの時代も同じです。ただ無知です」（2006年、エディンバラ公爵賞の授賞式で発言）[82]
- 「君はこの生地でできたショーツを持ってるの?」（2010年、エディンバラでタータンチェックの生地を見ながら、スコットランド議会の女性議員に発言）[75][74]
- 「君はストリップクラブで働いてるの?」（2010年、ナイトクラブでアルバイトをしている女性の海軍士官候補生に発言）[74]
- 「体の色々なところが、ボトボト剥がれ落ち始めている」（2011年、90歳の誕生日を前にコメントを求められた際に発言）[77]
- 「今朝からそれで、一体何人引き倒してきたんだい?」（2012年、脊柱を痛めた事でシニアカーを常用している慈善事業団体役員に発言）[78]
- 「君達はみんなここでNHSを管理しているから、フィリピンは空っぽになったんだろうね」（2013年、フィリピンから出稼ぎに来ている看護師に発言）[85]
- 「さっさと写真を撮れ、この野郎」（バトル・オブ・ブリテンの75周年式典で写真撮影の際、撮影時間が掛かったことに対しカメラマンに発言）[86]
- 「イギリスでは、親が子供を学校に行かせるのは家に居させたくないからだよ」（2013年10月、マララ・ユスフザイがバッキンガム宮殿に招かれて学校教育の重要性を説いた自著を女王夫妻に手渡した際の返答。マララは笑って受け流した）[87][74]

## その他

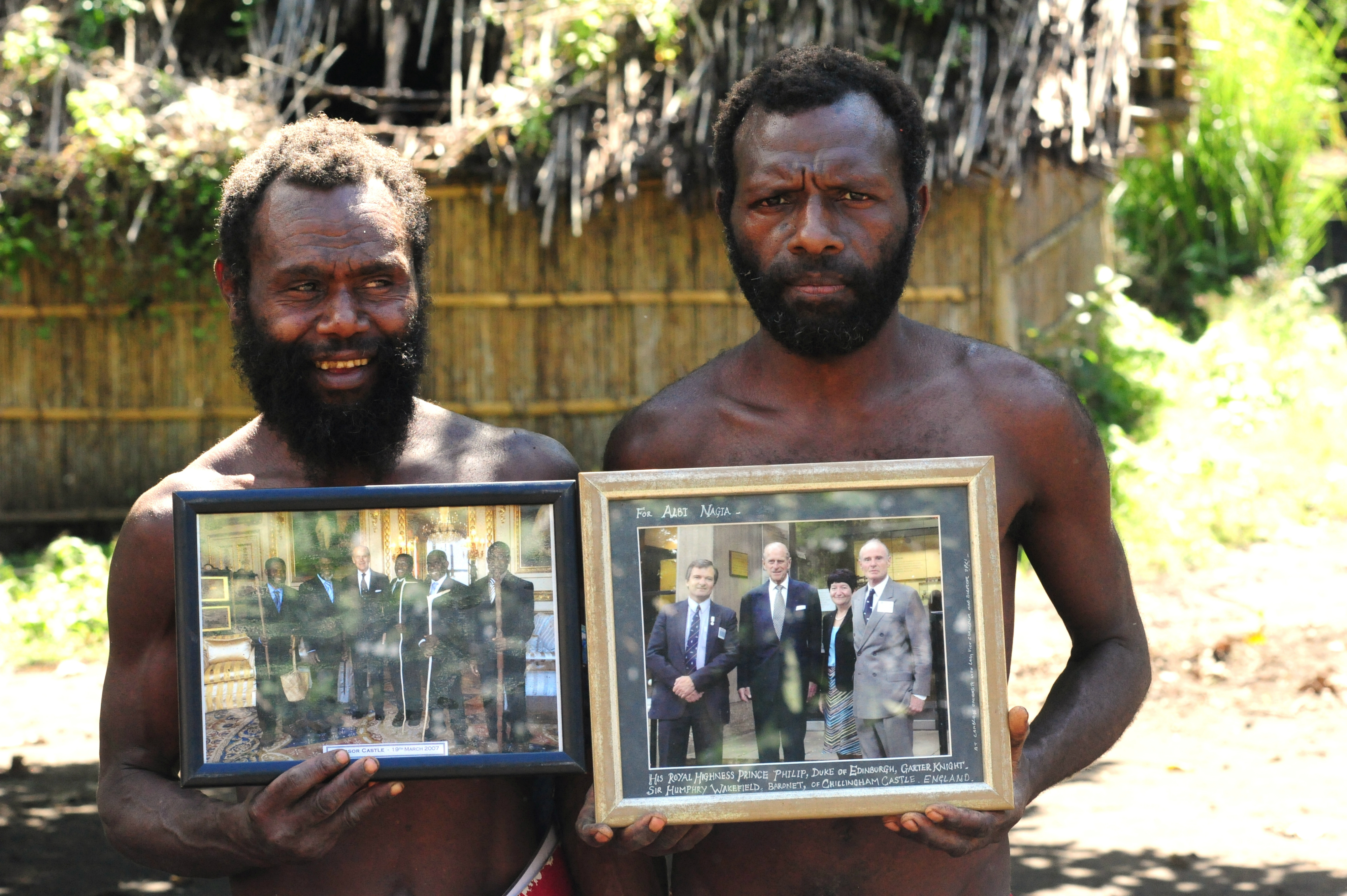
フィリップ訪問時の写真を手にするヤオーナネンの男性（2012年撮影）

- 日本学士院エジンバラ公賞はフィリップにちなんで創設された。
- 妻であるエリザベス2世の戴冠式で、王室内の反対を押し切り公共放送BBCのテレビ中継を実現させている。
- イギリス王室の伝統を守り通そうとする保守的な義母エリザベス王太后とは、長く確執があった。
- （1980年までフランスと共同統治をしていた）バヌアツのタンナ島には、いわゆるカーゴ・カルトの一種としてフィリップを偶像とするフィリップ王配信仰が存在する。
- 1984年（昭和59年）10月22日放送の日本のテレビ番組『徹子の部屋』（テレビ朝日系列）にゲスト出演した際、司会の黒柳徹子との会話で、自身が活動で関わる森林伐採など地球の環境問題についての話題となり、司会の黒柳から「日本人は割り箸でご飯を食べるんでございますが、その割り箸を発注するのに日本の木では足りませんので…。（中略）それにしても割り箸っていうのは問題になると思います。1日に捨てるのは凄い数でございます。…」と割り箸の森林伐採の話に夢中になりすぎて、まだその会話の途中で番組のエンディングを知らせる音楽が流れてしまい、ゲスト出演したフィリップが「素晴らしい箸の討論の真ん中で番組を切るというのは、ひどい番組ですね」と苦笑しながら発言するという場面があった[注釈 6]。
- イギリス海軍在籍時代にロンドンでフリーメイソンの「海軍ロッジNo2612」のメンバーになった[88]。

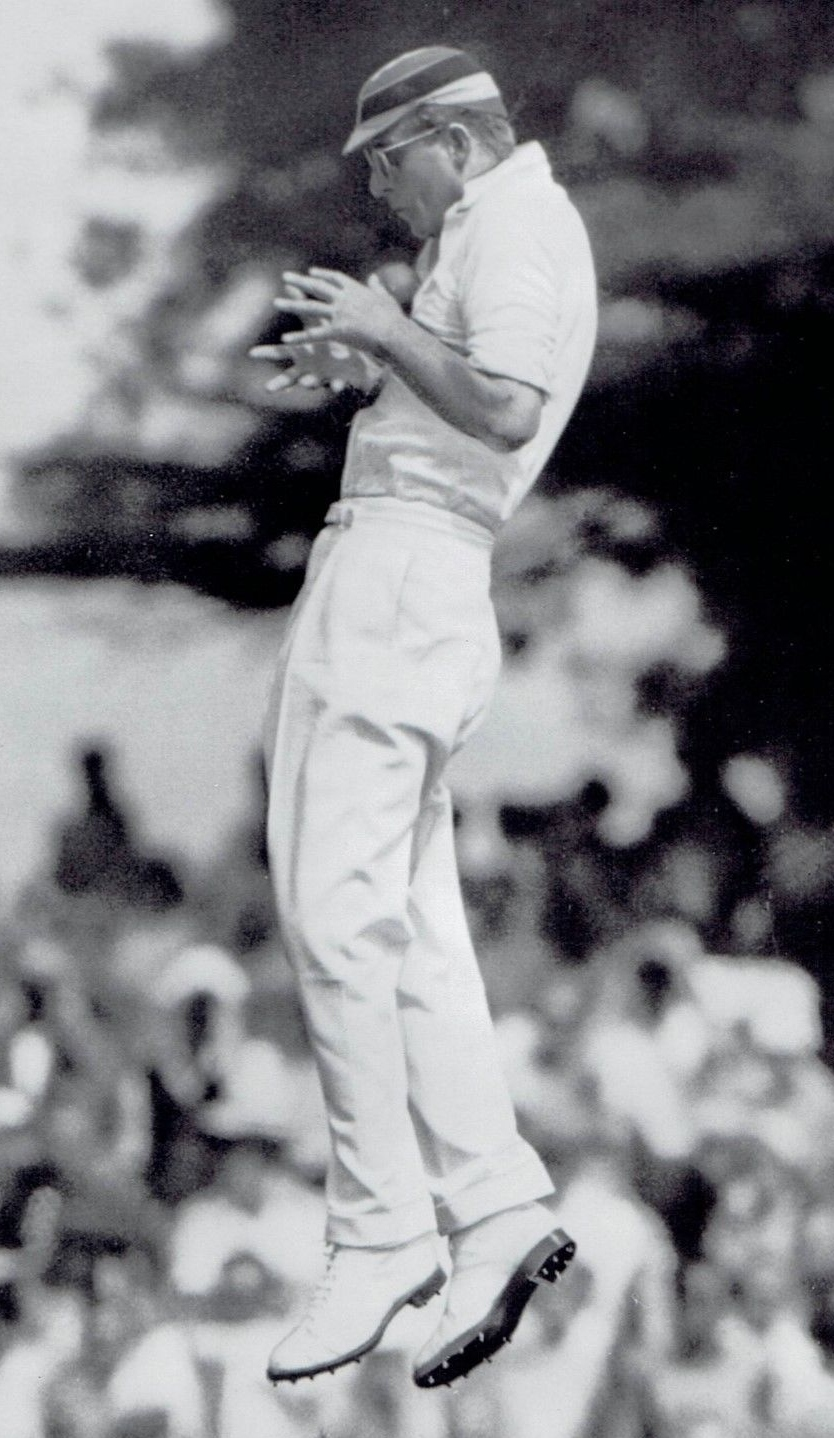
クリケットのプレー中（1957年）

- 若い頃は熟練したクリケット選手であり、所属校ゴードンストンではキャプテンを務め、打者と投手を兼任する二刀流のオールラウンダーだった[89]。1949年と1974年には世界のクリケット界に影響力の大きいメリルボーン・クリケット・クラブの会長職に就任した[90]。この会長職は自動的に国際クリケット評議会の議長職を兼任となっていた[90]。フィリップはクリケットの聖書と呼ばれるウィズデン・クリケッターズ年鑑に「クリケットに関する全てを楽しんでいる。チェスのように繊細であり、陸上競技の全ての優雅さと体力を必要とし、熟練した政治家の心理的な洞察力や判断力が必要になる。」と記した[90]。エリザベス2世もクリケットの大ファンとして知られ、生涯に渡ってクリケットをサポートし続けた[91]。フィリップと同行して、クリケットの聖地と呼ばれるローズ・クリケット・グラウンドに公式訪問として33回訪れた[92]。女王在位中に26人のクリケット選手に大英帝国勲章のナイトの称号を授与した[91]。
- 2019年1月17日、イングランドノーフォーク州サンドリンガム（英語版）で自身が運転していた自動車（ランドローバー・フリーランダー）で交通事故に遭遇したが、外傷はなかった[93][94]。同年2月9日に運転免許を自主返納したことを明らかにした[95]。
- 葬儀については、数年前から簡素にするように調整が図られていた。葬儀での歌唱、関わりの深かった海軍の兵による号令ラッパ、祭壇に置かれる記章の種類、さらには遺体を運ぶランドローバー・ディフェンダーの改造方法に至るまでフィリップ自身が細かく指示しており、実際の葬儀でも生前の指示に沿って行われた[96]。